# Triceps (Les 21 Jours d'un neurasthénique)
Triceps est un personnage caricatural du roman français d’Octave Mirbeau, Les 21 jours d'un neurasthénique (1901). Il apparaît aussi dans une de ses Farces et moralités, L’Épidémie  (1898), dans un article de 1901, « Propos gais », et dans divers contes incorporés ensuite dans Les 21 jours d'un neurasthénique, où il est prénommé Alexis. Il est un des rares personnages reparaissants de toute l’œuvre de Mirbeau. Son improbable patronyme, qui ne cherche pas à créer un effet de réel, bien au contraire, semble être la synthèse de Trissotin et de forceps.

## Incarnation duscientisme
Dans L’Épidémie, Triceps est membre de la majorité d’un conseil municipal d'un grand port de guerre et, au nom de la science  qu’il prétend incarner, il s’escrime à prouver que les « problématiques microbes » chers à Pasteur n’existent pas et qu’il est donc vain de vouloir assainir les quartiers de la ville les plus propices aux épidémies, qui ne s’attaquent jamais qu’aux pauvres, « ce qui n’a pas d’importance », ou aux soldats, dont c’est « le devoir » et « l’honneur » que de mourir... Dans Les 21 jours d'un neurasthénique, il apparaît tantôt comme un aliéniste, qui taxe tout le monde de folie et juge la névrose universelle, ce qui lui confère du même coup une autorité absolue et un pouvoir d’autant plus dangereux que personne n’est en droit de le contester, tantôt comme une simple utilité narrative, qui distribue la parole.
Triceps incarne les aberrations du scientisme, que Mirbeau stigmatise, mettant en garde contre les dégâts commis en toute bonne conscience au nom de la « science ». De surcroît, le discours pseudo-scientifique, qui impressionne la masse des ignorants, sert de caution à un ordre social foncièrement inégalitaire et oppressif : le savant, ersatz du prêtre, tend à jouer, pour la nouvelle classe dominante, le même rôle que le clergé pour l’Ancien Régime et la vieille aristocratie ; il devient l’autorité morale qui sert à justifier la hiérarchie et l’injustice sociale. Triceps déclare ainsi que la pauvreté, loin d’être « le résultat d’un état social défectueux », n’est en fait « pas autre chose qu’une déchéance physiologique individuelle », thèse développée depuis quelques décennies par la sociobiologie américaine.